# Madingring
Madingring es una comuna camerunesa perteneciente al departamento de Mayo-Rey de la región del Norte.
En 2005 tiene 57 347 habitantes, de los que 9551 viven en la capital comunal homónima.
Se ubica en el sureste de la región y su territorio es fronterizo con Chad.

## Localidades
Comprende la ciudad de Madingring y las siguientes localidades:
- Baïla
- Bissa
- Bongo
- Djablang
- Djamboutou
- Djamdje
- Djeing
- Djemadjou
- Djemréo
- Djibao
- Fangwileo
- Gambou
- Ganadje
- Goïdassou
- Goingou
- Goïtam
- Gor
- Kagnadjé
- Kambang
- Kodjong
- Kodjoni
- Koubadjé
- Koudjourou
- Kouloumbou
- Laou
- Laoudjara
- Laoudjougoye
- Laoumboré
- Laoupoing I
- Maïkreo
- Maïrom
- Mamboum
- Mandi Mayo
- Massi
- Mawaïla
- Mayo Ndjarendi
- Mbakla
- Mbaoubala
- Mbaoulari
- Mbiem Windé
- Mbiem Wouro Dolé
- Mbihaou
- Mbissiri II
- Ndodjon
- Nkongwala
- Sorombéo
- Telbé
- Tissiri Baldjouk
- Toklomwa
- Wafala
- Yagoye I